# طائر خاشع
الطائر الخاشِع أو ثيريستيكوس (Theristicus) هو جنس من الطيور من عائلة أبو المنجليات يتواجد في أمريكا الجنوبية في مناطق الأعشاب المفتوحة، يتميز هذا الجنس بمنقاره الداكن والطويل مع أرجل حمراء وعنق أصفر ويكون لونه مائل للرمادي غالباً.

## التصنيف
من أنواع هذا الطير الموجودة هي:
- أبو منجل بلومبيوس Theristicus caerulescens
- أبو منجل برتقالي العنق Theristicus caudatus
- أبو منجل أسود الوجه Theristicus melanopis